# Anna Christian
Anna Christian (Douglas, 4 de maig de 1993) és una ciclista de l'Illa de Man. Professional des del 2015, actualment milita a l'equip Drops.
El seu germà Mark també es dedica al ciclisme.

## Palmarès
- 2013
  -  Campiona del Regne Unit júnior en ruta